# Kretischer Aronstab

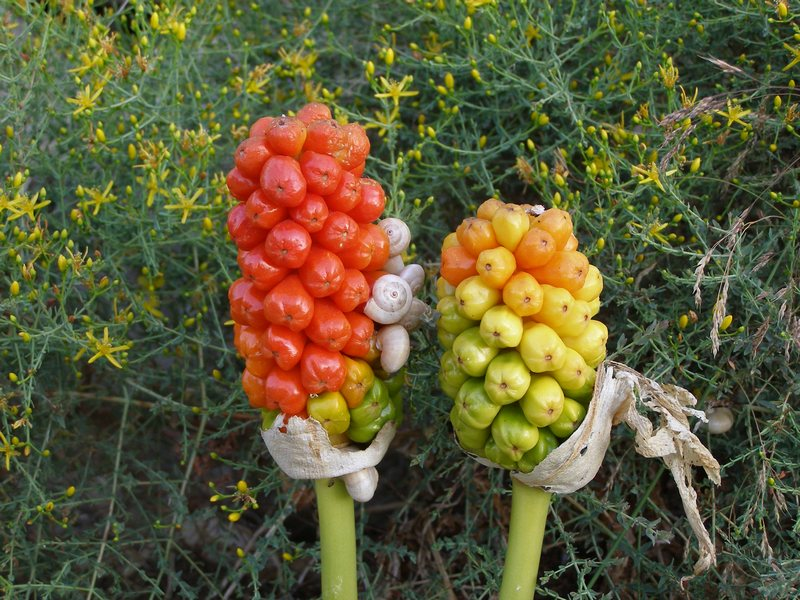
Kretischer Aronstab (Arum creticum), fruchtend

Der Kretische Aronstab (Arum creticum) ist eine Pflanzenart aus der Gattung Aronstab (Arum) in der Familie der Aronstabgewächse (Araceae).

## Beschreibung
Der Kretische Aronstab ist eine ausdauernde, herbst-frühjahrsgrüne Knollenpflanze, die Wuchshöhen von 30 bis 55 Zentimeter erreicht. Die Knolle ist senkrecht und scheibenförmig. Die Spatha ist gelb bis cremefarben und misst (5) 7 bis 24 × 3 bis 5,5 Zentimeter groß. Ihr Saum ist um das Doppelte länger als die Röhre. Während der Blüte ist er zurückgeschlagen. 
Der Spadix ist meist gelb gefärbt und 7 bis 16,5 Zentimeter lang. Die Anhängsel des Spadix sind (4) 6 bis 12 Zentimeter groß, sattgelb und ragen weit heraus. Sie riechen süßlich. Sterile Blüten fehlen oder es sind nur wenige unterhalb der männlichen Blüten vorhanden. Der Blütenstand duftet nach Zitrone.
Die Blütezeit reicht etwa von März bis Mai.
Die Chromosomenzahl beträgt 2n = 28.

## Vorkommen
Der Kretische Aronstab kommt in der Süd-Ägäis und der Südwest-Türkei in Wäldern, in felsiger Phrygana, in Garrigues, auf Lesesteinhaufen und auf nährstoffreichen, kalkhaltigen Tonböden in Höhenlagen von 0 bis 1500 Meter vor.

## Nutzung
Der Kretische Aronstab wird selten als fruchtzierende Zierpflanze für Steingärten und Mauern genutzt.